# Onze-Lieve-Vrouw van Stoepe
De kapel Onze-Lieve-Vrouw van Stoepe te Ertvelde is een bedevaartkapel ter ere van Onze-Lieve-Vrouw van Stoepe. De eenbeukige kapel in baksteen heeft vier traveeën onder een zadeldak met leien en een dakruiter. De kapel heeft een driezijdig afgesloten koor, een noordelijke en zuidelijke sacristie en polygonale zijkapellen in de dwarsbeuk. Aan de achterkant van het koor is een nis met een beeld met Maria en Kind.
De vroegste vermelding van de kapel dateert van 1422. In een akte werd toen een geschil beslecht tussen de abdij van Oosteeklo en een inwoner van Assenede. Het ging over een partij land die ten oosten paalde aan de straat die liep van "onser vrouwen ter stoeupe ter triest waert" (de huidige Stoepestraat). In de loop van de volgende eeuwen werd de kapel herhaalde malen door godsdiensttroebelen en oorlogsgeweld vernield, maar telkens terug hersteld.

## Ommegang
Rond de kapel is een ommegang met 15 kapelletjes, geschonken door J. Van Kerckvoorde na een miraculeuze genezing in 1731. De oorspronkelijke kapelletjes werden vernield tijdens de Franse Revolutie maar vernieuwd in de 19e eeuw. In één ervan is een obus uit de Eerste Wereldoorlog gemetseld. 

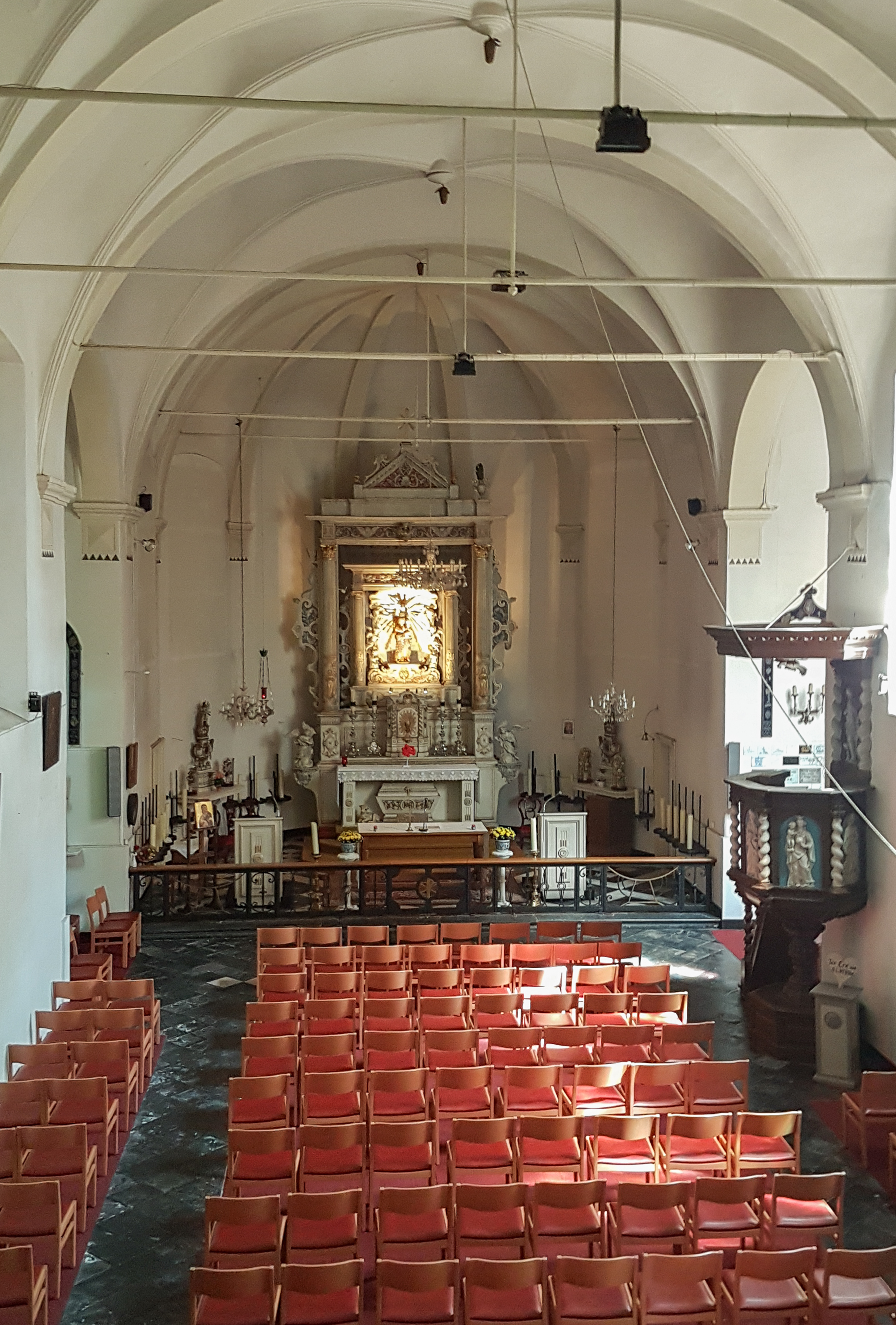
Interieur

## Orgel
Het beschermd orgel werd gebouwd door P.C. van Peteghem en dateert van eind 18de eeuw en is afkomstig van het klooster van de Clarissen-urbanisten. In 1961 werd dit orgel gerestaureerd en in 1980 beschermd.

## Verering
In de maand september is het de maand van Onze-Lieve-Vrouw van Stoepe. Naar traditie worden er dan Stoepetaarten (appelflappen) gemaakt.
- Website Dekenaat Evergem, doorklikken naar "Geloof vieren..." en dan "Vieringen in de kapel van Stoepe"
- Alle informatie over Onze-Lieve-Vrouw van Stoepe

De kapel werd in 1994 als monument geklasseerd. In 2022 werd het 600-jarig jubileum van de kapel gevierd. 

## Diversen
Elk jaar van 8 tot en met 16 september zijn er de Stoepedagen waar mensen een noveen doen rond de kapel. Dan worden er dagelijks 2 missen gelezen. Vanaf 2023 werd de jaarlijkse traditie van het bloementapijt weer opgepikt. Er is ook een klein marktje en de vermaarde Stoepetaarten worden er nog steeds gemaakt. Op 2 september 2021, 6 dagen voor de Stoepedagen werd 1 van de 15 kapelletjes zo goed als volledig vernield. Vijf dagen later werd er een tijdelijke constructie over de restanten van het kapelletje geplaatst zodat er ruimte is waar de bedevaarders kunnen bidden.

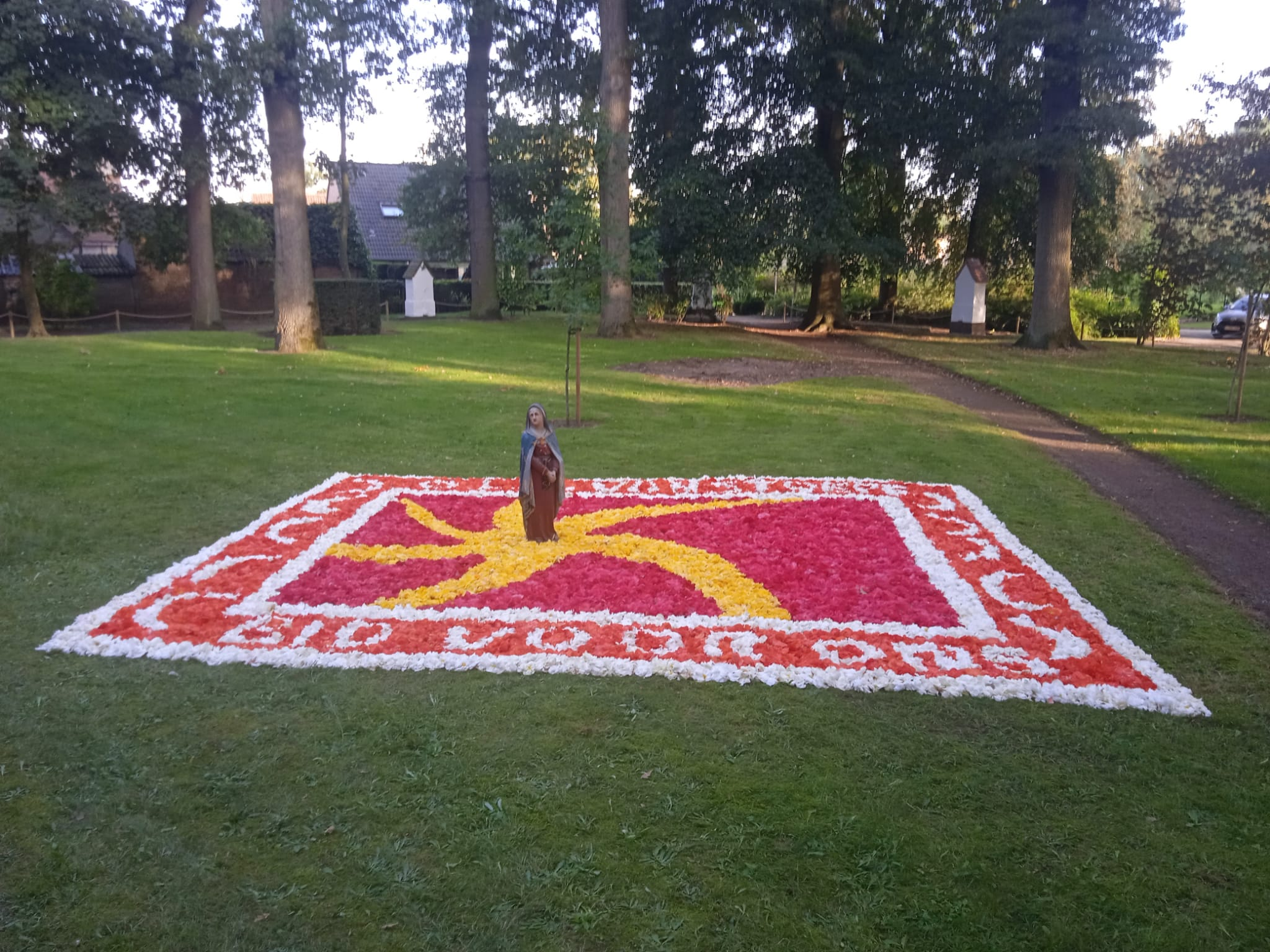

- Bestand:Bloementapijt_Stoepedagen_2023.jpg